# Böse Stiefmütter
Böse Stiefmütter (Originaltitel: Evil Stepmothers) ist eine US-amerikanische Krimi-Dokumentationsreihe, die seit dem 17. Februar 2016 auf dem US-amerikanischen Sender Investigation Discovery ausgestrahlt wird. Sie ist ein Ableger der Dokumentationsreihe Evil Twins, die seit 2012 auf demselben Sender ausgestrahlt wird.
Die deutschsprachige Erstausstrahlung erfolgt seit dem 19. Juli 2017 auf dem deutschen Sender TLC Deutschland.
Die Fernsehsendung wurde um eine dritte Staffel verlängert, die vom 13. bis zum 27. April 2018 ausgestrahlt wurde.

## Konzept
In der Dokumentationsreihe werden Kriminalfälle nachgestellt, die von Stiefmüttern begangen wurden. Unter anderem mit Hilfe von nachgestellten Szenen, realen Polizeifotos und -videos sowie Interviews mit Beteiligten wird in jeder Folge ein Verbrechen dargestellt.

## Produktion und Ausstrahlung
Böse Stiefmütter ist eine Produktion von Sirens Media für Investigation Discovery.
Bereits im Januar 2016 wurde per Twitter bekanntgegeben, dass der Sender ein weiteres Spin-off von der Dokumentationsreihe Evil Twins unter dem Titel Evil Stepmothers bestellt hat. Schließlich wurde die erste sechsteilige Staffel vom 17. Februar bis zum 23. März 2016 mittwochs um 22 Uhr auf Investigation Discovery gezeigt. Die zweite Staffel, die erneut sechs Folgen beinhaltete, wurde vom 4. Mai bis zum 1. Juni 2017 hauptsächlich jeden Donnerstag um die gleiche Uhrzeit ausgestrahlt.
Die dreiteilige dritte Staffel startete mit der Episode Selfish Desires am Freitag, den 13. April 2018 um 22 Uhr. Anschließend wurde sie um 21 Uhr ausgestrahlt.

### Deutschsprachiger Raum
Die deutschsprachige Erstausstrahlung erfolgt seit dem 19. Juli 2017 auf dem deutschen Sender TLC Deutschland. Die Übersetzung und Ausstrahlung orientiert sich dabei nicht nach der ursprünglichen Einteilung der Folgen.
Während die erste Staffel in deutscher Sprache vom 19. Juli bis zum 23. August 2017 mittwochs um 22:10 Uhr ausgestrahlt wurde, zeigte der Sender TLC die zweite Staffel in deutscher Sprache vom 7. Juni bis zum 12. Juli 2018 donnerstags um 20:15 Uhr.

## Episodenliste

### Staffel 1
| Nr. (ges.) | Nr. (St.) | Deutscher Titel       | Originaltitel     | Erstausstrahlung USA | Deutschsprachige Erstausstrahlung (D) |
| ---------- | --------- | --------------------- | ----------------- | -------------------- | ------------------------------------- |
| 1          | 1         | Nicht meine Mutter    | Not My Mom        | 17. Feb. 2016        | 2. Aug. 2017                          |
| 2          | 2         | Tödliches Rollenspiel | Deadly Role Play  | 24. Feb. 2016        | 23. Aug. 2017                         |
| 3          | 3         | Blutiger Betrug       | Bloody Betrayal   | 2. März 2016         | 26. Juli 2017                         |
| 4          | 4         | Die Frau des Pastors  | Newlydead         | 9. März 2016         | 9. Aug. 2017                          |
| 5          | 5         | Auftragskiller        | Hitmom            | 16. März 2016        | 19. Juli 2017                         |
| 6          | 6         | Die reiche Erbin      | Death Becomes Her | 23. März 2016        | 16. Aug. 2017                         |

### Staffel 2
| Nr. (ges.) | Nr. (St.) | Deutscher Titel           | Originaltitel             | Erstausstrahlung USA | Deutschsprachige Erstausstrahlung (D) |
| ---------- | --------- | ------------------------- | ------------------------- | -------------------- | ------------------------------------- |
| 7          | 1         | Im Fadenkreuz             | Caught in Her Crosshairs  | 4. Mai 2017          | 14. Juni 2018                         |
| 8          | 2         | Der Preis der Gier        | The Price of Greed        | 11. Mai 2017         | 12. Juli 2018                         |
| 9          | 3         | Kindermädchen des Grauens | Nanny Nightmare           | 14. Mai 2017         | 21. Juni 2018                         |
| 10         | 4         | Die Wiederholungstäterin  | A Murder You Can’t Ignore | 18. Mai 2017         | 28. Juni 2018                         |
| 11         | 5         | Tödlicher Ehrgeiz         | Blinded from the Truth    | 25. Mai 2017         | 7. Juni 2018                          |
| 12         | 6         | Ritt in den Tod           | She Can’t Hide            | 1. Juni 2017         | 5. Juli 2018                          |

### Staffel 3
| Nr. (ges.) | Nr. (St.) | Deutscher Titel | Originaltitel     | Erstausstrahlung USA | Deutschsprachige Erstausstrahlung (–) |
| ---------- | --------- | --------------- | ----------------- | -------------------- | ------------------------------------- |
| 13         | 1         | –               | Selfish Desires   | 13. Apr. 2018        | –                                     |
| 14         | 2         | –               | As Bad as It Gets | 20. Apr. 2018        | –                                     |
| 15         | 3         | –               | Beyond Repair     | 27. Apr. 2018        | –                                     |